# Żurawienko
Żurawienko (ukr. Журавеньки) – wieś na Ukrainie w rejonie rohatyńskim obwodu iwanofrankiwskiego.